# Atlantisch orkaanseizoen 1965
Het Atlantisch orkaanseizoen 1965 duurde van 1 juni 1965 tot 30 november 1965. Tropische cyclonen die buiten deze seizoensgrenzen ontstaan, maar nog binnen het kalenderjaar 1965, worden ook nog tot dit seizoen gerekend.